# 와지마시
와지마시(일본어: 輪島市)는 일본 혼슈 중앙부의 동해와 접하고 노토반도 북부에 있는 이시카와현의 시이다. 와지마누리(輪島塗, 와지마산 칠기)와 아침시장으로 유명하다. 2006년 2월 1일에 인접하는 몬젠정과 신설 합병해 새로운 와지마시가 되었다.

## 지리
이시카와현 해안가의 거의 한가운데에 위치하고 요네산·구로히메산·하치코쿠 등 가리와 3산으로 둘러싸인 가리와평야에 위치한다. 중심 시가지는 사구 위에 발달해 있다. 벼농사가 활발해 시가지에서 멀어지면 논과 밭이 펼쳐져 있다.

## 인접하는 자치체
- 이시카와현
  - 스즈시
  - 하쿠이군 시카정
  - 호스군 아나미즈정, 노토정

## 역사
- 1954년 3월 31일 - 후게시군 와지마정·오야촌·가와하라다촌·고소촌·니시노호촌·미쓰이촌·난지미촌 등 1정 6촌이 합병해 구 와지마시가 성립하였다.
- 1956년 9월 30일 - 후게시군 마치노정을 편입 합병하였다.
- 2006년 2월 1일 - 구 와지마시와 몬젠정이 신설 합병해 현재의 와지마시가 되었다.
- 2007년 3월 25일 - 노토반도 지진이 발생해 시내에서 사망자가 나왔다.
- 2024년 1월 1일 - 노토반도 지진이 발생했고 시내에서는 최대 진도7을 기록해 상당한 피해가 나왔다.

## 교통

### 공항
- 노토 공항

### 도로
- 노에쓰 자동차도
- 국도 249호선

## 인구
| 연도 | 인구   | ±%     |
| ---- | ------ | ------ |
| 1970 | 48,220 | —      |
| 1980 | 45,115 | −6.4%  |
| 1990 | 40,309 | −10.7% |
| 2000 | 34,531 | −14.3% |
| 2010 | 29,858 | −13.5% |
| 2020 | 24,608 | −17.6% |

## 기후
| 와지마시의 기후                                              | 와지마시의 기후 | 와지마시의 기후 | 와지마시의 기후 | 와지마시의 기후 | 와지마시의 기후 | 와지마시의 기후 | 와지마시의 기후 | 와지마시의 기후 | 와지마시의 기후 | 와지마시의 기후 | 와지마시의 기후 | 와지마시의 기후 | 와지마시의 기후 |
| 월                                                           | 1월             | 2월             | 3월             | 4월             | 5월             | 6월             | 7월             | 8월             | 9월             | 10월            | 11월            | 12월            | 연간            |
| ------------------------------------------------------------ | --------------- | --------------- | --------------- | --------------- | --------------- | --------------- | --------------- | --------------- | --------------- | --------------- | --------------- | --------------- | --------------- |
| 역대 최고 기온 °C (°F)                                       | 17.1 (62.8)     | 22.8 (73.0)     | 24.1 (75.4)     | 29.0 (84.2)     | 32.5 (90.5)     | 34.2 (93.6)     | 38.2 (100.8)    | 37.5 (99.5)     | 38.6 (101.5)    | 31.6 (88.9)     | 26.5 (79.7)     | 21.5 (70.7)     | 38.6 (101.5)    |
| 일평균 최고 기온 °C (°F)                                     | 6.4 (43.5)      | 7.0 (44.6)      | 10.5 (50.9)     | 16.0 (60.8)     | 20.9 (69.6)     | 24.0 (75.2)     | 28.2 (82.8)     | 30.1 (86.2)     | 26.3 (79.3)     | 21.0 (69.8)     | 15.1 (59.2)     | 9.4 (48.9)      | 17.9 (64.2)     |
| 일일 평균 기온 °C (°F)                                       | 3.3 (37.9)      | 3.4 (38.1)      | 6.1 (43.0)      | 11.1 (52.0)     | 16.1 (61.0)     | 20.0 (68.0)     | 24.4 (75.9)     | 25.9 (78.6)     | 22.0 (71.6)     | 16.3 (61.3)     | 10.8 (51.4)     | 5.9 (42.6)      | 13.8 (56.8)     |
| 일평균 최저 기온 °C (°F)                                     | 0.4 (32.7)      | 0.0 (32.0)      | 1.7 (35.1)      | 6.0 (42.8)      | 11.4 (52.5)     | 16.3 (61.3)     | 21.2 (70.2)     | 22.2 (72.0)     | 18.1 (64.6)     | 11.9 (53.4)     | 6.7 (44.1)      | 2.5 (36.5)      | 9.9 (49.8)      |
| 역대 최저 기온 °C (°F)                                       | −10.4 (13.3)    | −10.2 (13.6)    | −7.3 (18.9)     | −4.0 (24.8)     | 0.4 (32.7)      | 7.1 (44.8)      | 10.3 (50.5)     | 13.0 (55.4)     | 6.8 (44.2)      | 1.5 (34.7)      | −1.4 (29.5)     | −6.5 (20.3)     | −10.4 (13.3)    |
| 평균 강수량 mm (인치)                                        | 219.2 (8.63)    | 139.6 (5.50)    | 138.6 (5.46)    | 121.6 (4.79)    | 115.6 (4.55)    | 155.8 (6.13)    | 199.6 (7.86)    | 176.8 (6.96)    | 214.5 (8.44)    | 171.1 (6.74)    | 231.5 (9.11)    | 278.4 (10.96)   | 2,162.3 (85.13) |
| 평균 강설량 cm (인치)                                        | 54 (21)         | 42 (17)         | 8 (3.1)         | 0 (0)           | 0 (0)           | 0 (0)           | 0 (0)           | 0 (0)           | 0 (0)           | 0 (0)           | 0 (0)           | 18 (7.1)        | 121 (48)        |
| 평균 강수일수 (≥ 0.5 mm)                                     | 25.4            | 19.8            | 17.8            | 12.4            | 11.3            | 10.6            | 12.9            | 10.6            | 13.3            | 14.4            | 18.7            | 24.3            | 191.5           |
| 평균 강설일수                                                | 26.4            | 21.9            | 12.7            | 2.3             | 0.0             | 0.0             | 0.0             | 0.0             | 0.0             | 0.0             | 1.9             | 19.0            | 0.0             |
| 평균 상대 습도 (%)                                           | 74              | 73              | 70              | 70              | 72              | 79              | 81              | 79              | 79              | 76              | 75              | 75              | 75              |
| 평균 월간 일조시간                                           | 41.8            | 68.7            | 132.2           | 185.8           | 208.7           | 161.5           | 158.3           | 203.2           | 142.8           | 139.3           | 89.7            | 47.9            | 1,580.1         |
| 출처: 일본 기상청 (평년값: 1991년~2020년, 극값: 1929년~현재) |                 |                 |                 |                 |                 |                 |                 |                 |                 |                 |                 |                 |                 |